# Potratová turistika
Potratová turistika označuje jev, kdy ženy cestují do jiných zemí za účelem podstoupení umělého přerušení těhotenství (interrupce), které není v jejich domovské zemi legálně dostupné. Tento fenomén se objevuje především v zemích, kde je interrupce výrazně omezena, například pouze při ohrožení života ženy nebo v případech znásilnění. Potratová turistika tak představuje jednu z forem reakce na právní omezení v dané zemi.
Mezi časté cílové země patří Česko, Německo, Rakousko nebo Spojené království. V některých případech se však ženy obracejí také na organizace zajišťující interrupci v zemích mimo Evropu, případně podstupují nelegální zákroky s výraznými riziky a ohrožením zdraví.

## Důvody vzniku jevu
Hlavním důvodem vzniku potratové turistiky je restriktivní právní úprava v některých zemích. Přístup k interrupci je ve střední Evropě stále předmětem ideologických střetů a není považován za plně garantované právo ženy. Tam, kde stát znemožňuje legální přerušení těhotenství, dochází k rozmachu nelegálních výkonů nebo k organizovanému vycestování za zákrokem do zemí s liberálnějším přístupem.
Typickým příkladem je Polsko, kde byl v roce 2020 rozsudkem Ústavního soudu zrušen jeden z posledních legálních důvodů pro interrupci – těžké poškození plodu. Tím zůstaly legální pouze dva případy: ohrožení života nebo zdraví matky a těhotenství vzniklé trestným činem. Tento vývoj vedl k nárůstu potratové turistiky především do České republiky.

## Rizika
Potratová turistika s sebou nese řadu rizik, která mohou mít vážné zdravotní, sociální i právní důsledky. Jedním z největších zdravotních rizik je možnost vzniku komplikací při prováděných zákrocích. Pokud žena nemá přístup k legální a kvalitní zdravotní péči, může být vystavena vyššímu riziku infekcí, poškození reprodukčních orgánů či život ohrožujících stavů.
Cestování do zahraničí, náklady na zákrok a související výdaje představují finanční zátěž, kterou si nemůže dovolit každá žena. Ekonomické bariéry často vedou k nerovnému přístupu k bezpečným službám interrupce, což zvyšuje socioekonomické rozdíly mezi ženami.
Právní důsledky potratové turistiky představují další závažné riziko. V některých státech, například v USA, bylo po zrušení precedentu Roe v. Wade v roce 2022 přijato několik návrhů zákonů, které mají kriminalizovat pomoc při organizaci interrupce za hranicemi státu.

## Kritika
Konzervativní a náboženské skupiny argumentují, že umožnění interrupcí prostřednictvím cest do zahraničí obchází domácí legislativu a podkopává snahu chránit život od jeho početí. Mnohé právní koncepce považují lidský život za chráněný již od okamžiku početí, a proto vnímají jakékoli umělé přerušení těhotenství jako morálně a právně problematické.
Potratová turistika je vnímána liberálními právními a zdravotními odborníky jako důsledek selhání státu zajistit základní lidská práva. Právo na bezpečné přerušení těhotenství je považováno za součást práva na zdraví a reprodukční svobody, a jeho omezení nevyhnutelně vede k nelegálním nebo rizikovým praktikám.
Z právního hlediska lze poukázat na to, že pokusy kriminalizovat potratovou turistiku (například v USA návrhy zákonů v Missouri) narážejí na problémy s ústavností, zejména pokud jde o svobodu pohybu mezi státy.

## Postoje jednotlivých států

### Česká republika
V České republice je interrupce legální na žádost ženy do 12. týdne těhotenství. Ze zdravotních důvodů nebo v případě vážného poškození plodu je možné interrupci provést až do 24. týdne těhotenství. V případě, že se interrupci rozhodne  podstoupit dívka do 16 let, musí k výkonu dát souhlas zákonný zástupce, popřípadě ten, jemuž byla svěřena do výchovy. V případě, že žena ve věku od 16 do 18 let měla provedeno umělé přerušení těhotenství, zdravotnické zařízení vyrozumí o tom jejího zákonného zástupce.
Zákrok se řídí zákone č. 66/1986 Sb., o umělém přerušení těhotenství. Český právní rámec je od 80. let 20. století relativně liberální a stabilní. Cizinky z členských států Evropské unie mohou v České republice zákrok podstoupit, pokud doloží zdravotní dokumentaci a zákrok si hradí z vlastních finančních prostředků. Interrupce na žádost ženy není z pohledu české lékařské etiky považována za neetickou, pokud je informovaný souhlas dodržen.
Veřejné mínění v České republice dlouhodobě podporuje právo ženy rozhodovat o svém těhotenství. Podle průzkumu z roku 2023 souhlasí 79 % respondentů s tím, že rozhodnutí o interrupci by mělo být výhradně na ženě.

### Slovensko
Na Slovensku je interrupce povolena na základě zákona č. 73/1986 Zb. o umelom prerušení tehotenstva. Žena může interrupci podstoupit na vlastní žádost do 12. týdne těhotenství. Nezletilé dívky potřebují souhlas zákonného zástupce. Přestože existují snahy o zpřísnění legislativy, současné zákonné podmínky zůstávají zachovány.

### Polsko
Polsko patří mezi země s nejpřísnějšími zákony o interrupci v Evropě. Po rozhodnutí Ústavního soudu v říjnu 2020 je interrupce legální pouze ve třech případech: ohrožení života nebo zdraví ženy, vážné poškození plodu a těhotenství v důsledku trestného činu.[zdroj?]
Po zpřísnění zákona došlo k výraznému poklesu počtu legálních interrupcí. V roce 2021 bylo provedeno pouze 107 legálních zákroků, 161 v roce 2022 a 425 v roce 2023 . Odhaduje se však, že až 120 000 žen ročně podstoupí interrupci nelegálně nebo v zahraničí. Tato situace zvyšuje riziko pro zdraví žen a prohlubuje sociální nerovnosti.
Ciocia Czesia („Teta Češka“) je česko-polská iniciativa vzniklá v reakci na zpřísnění polské legislativy. Poskytuje ženám z Polska poradenství, pomoc s dopravou, tlumočením i finanční podporou. Samotné lékařské zákroky nezajišťuje, ale spolupracuje s českými zdravotníky a podporuje přístup k bezpečné a legální interrupci.
Aborcja bez granic („Potraty bez hranic“) je koalice evropských organizací, která propojuje ženy z Polska s možnostmi legálního přerušení těhotenství v zahraničí. Od roku 2020 pomohla více než 34 000 ženám s organizací zákroku, včetně zajištění dopravy a ubytování.

### Malta
Malta je jedinou zemí Evropské unie, kde platí absolutní zákaz interrupcí. Trestné je jak samotné provedení, tak i podstoupení zákroku. Etická výjimka se uznává pouze v případě mimoděložního těhotenství, které ohrožuje ženu na životě. Takové zákroky nejsou v právním smyslu považovány za interrupci.

### Irsko
V Irsku byly interrupce dlouhou dobu zcela zakázané. Po referendu v roce 2018 a následném přijetí zákona Health (Regulation of Termination of Pregnancy) Act 2018 je interrupce na žádost možná do 12. týdne těhotenství. Ve vážných zdravotních případech nebo při těžkém poškození plodu je možné interrupci provést i později. 

### Spojené státy americké
Po rozhodnutí Nejvyššího soudu USA ve věci Dobbs v. Jackson Women's Health Organization v červnu 2022, které zrušilo precedent Roe v. Wade, se přístup k interrupcím ve Spojených státech výrazně změnil. Toto rozhodnutí přeneslo pravomoc regulace interrupcí na jednotlivé státy, což vedlo k vytvoření právního prostředí, kde jsou interrupce v některých státech zcela zakázány, zatímco v jiných zůstávají legální.
V některých státech, jako je Texas, byly zavedeny zákony, které zakazují interrupce po šesti týdnech těhotenství, často bez výjimek pro případy znásilnění nebo incestu. Tyto zákony vedly k nárůstu případů, kdy ženy čelí zdravotním komplikacím kvůli omezenému přístupu k potřebné péči. Například v Texasu došlo po zavedení těchto zákonů k nárůstu úmrtnosti kojenců o 13 %, přičemž mnoho z těchto úmrtí bylo způsobeno vrozenými vadami, které by jinak mohly být diagnostikovány a řešeny dříve.
Kromě toho se zvýšil počet případů kriminalizace těhotenství. Podle zprávy organizace Pregnancy Justice čelilo v roce po rozhodnutí Dobbs alespoň 210 těhotných osob trestnímu stíhání za činy související s těhotenstvím, což je nejvyšší počet zaznamenaný v jednom roce. Většina těchto případů se týkala údajného užívání návykových látek během těhotenství.
V reakci na tyto změny některé státy, jako je Massachusetts, přijaly tzv. „shield laws“, které chrání poskytovatele interrupcí před stíháním z jiných států. Celkově rozhodnutí vedlo k vytvoření nerovného přístupu k interrupcím napříč Spojenými státy, což má závažné důsledky pro zdraví a práva žen. Zatímco některé státy zůstávají místem, kde je interrupce legální a dostupná, jiné zavedly přísné zákazy, které omezují přístup k této základní zdravotní péči.